# Яйский район
Я́йский район — административно-территориальная единица (район) в Кемеровской области России и одноимённое бывшее муниципальное образование (муниципальный район, преобразованный в 2019 году в муниципальный округ).
Административный центр — посёлок городского типа Яя.

## География
Район расположен на севере Кемеровской области, его территория окружает город Анжеро-Судженск. Граничит с Яшкинским районом на западе, Ижморским районом на востоке, Кемеровским районом на юге, Томской областью на севере. Главной водной артерией в районе является река Яя с притоками Золотой Китат и Алчедат.
Обширные лесные массивы, чередующиеся с цветущими луговыми просторами, открывают возможности для занятия пчеловодством, содержания домашних животных, заготовки даров природы (грибов, ягод, папоротника и черемши) для употребления в домашних хозяйствах населения.

## История
Образован 4 сентября 1924 года как Судженский район. Постановлением ВЦИК от 2 марта 1932 года упразднён, территория предана в подчинение городу Анжеро-Судженску (Мальцевский сельсовет был сначала передан в Ижморский район, но 5 апреля 1933 года также подчинён Анжеро-Судженскому горсовету). Постановлением ВЦИК от 18 января 1935 года район был восстановлен как Анжеро-Судженский, но постановлением ВЦИК от 20 июля 1936 эта территория была вновь преобразована в сельскую местность, подчинённую Анжеро-Судженскому горсовету. Снова район образован уже как Анжеро-Судженский, указом Президиума Верховного совета РСФСР от 22 февраля 1939 года. 4 мая 1949 центр района был перенесён из Анжеро-Судженска в Яю.
В соответствии с указом Президиума Верховного Совета РСФСР от 1 февраля 1963 года «Об укрупнении районов, образовании промышленных районов и изменении подчинённости районов и городов Кемеровской области» Анжеро-Судженский район был упразднён: часть земель перешла в прямое подчинение Анжеро-Судженскому горсоветы, а из остальных земель бывших Анжеро-Судженского и Ижморского районов был образован Яйский сельский район.
Указом Президиума Верховного Совета РСФСР от 11 января 1965 года «Об изменениях в административно-территориальном делении Кемеровской области» Яйский сельский район был преобразован в Яйский район.
Указом Президиума Верховного Совета РСФСР от 30 декабря 1966 года был вновь создан Ижморский район, в состав которого была передана часть земель Яйского района.
Законом Кемеровской области от 17 декабря 2004 года Яйский район также был наделён статусом муниципального района, в котором были образованы 10 муниципальных образований.
В августе-сентябре 2019 года Яйский муниципальный район был упразднён, а все входившие в его состав поселения были преобразованы путём объединения в Яйский муниципальный округ.
Яйский административный район как административно-территориальная единица области сохраняет свой статус.

## Население
| 2002    | 2009    | 2010    | 2011    | 2012    | 2013    | 2014    | 2015    | 2016    |
| ------- | ------- | ------- | ------- | ------- | ------- | ------- | ------- | ------- |
| 24 982  | ↘22 113 | ↘20 383 | ↘20 366 | ↘19 890 | ↘19 597 | ↘19 221 | ↘18 809 | ↘18 584 |
| 2017    | 2018    | 2019    | 2020    | 2021    | 2025    |         |         |         |
| ↘18 147 | ↘17 682 | ↘17 352 | ↘17 135 | ↘16 008 | ↘15 225 |         |         |         |

На протяжении последних лет в Яйском муниципальном районе наблюдается сокращение численности населения вследствие естественной убыли населения. По статистическим данным в 2010 году в Яйском муниципальном районе проживало 20,4 тыс. человек, в том числе городское население 10,8 тыс. человек. В 2010 году рождаемость в районе повысилось и составило 294 детей, что на 53 детей больше, чем в 2009 году. Повышение уровня рождаемости, тем не менее, не изменило общую демографическую ситуацию в лучшую сторону, в районе отсутствует естественное воспроизводство населения. Процессы миграции в районе нестабильны и не оказывают существенного влияния на динамику численности населения. Основной причиной миграции населения является отсутствие возможности трудоустройства.
Численность мужчин и женщин в районе примерно одинакова. 60 % населения находятся в трудоспособном возрасте, из них 20 % — молодёжь в возрасте до 30 лет. Средний возраст населения — 39 лет. Свободные трудовые ресурсы в 2010 году составляли 6,1 тыс. человек.

### Урбанизация
В городских условиях (пгт Яя) проживают 60,91 % населения района.

## Административно-муниципальное устройство
В рамках административно-территориального устройства области Яйский административный район включает 1 посёлок городского типа районного подчинения (с подведомственным населёнными пунктом), составляющими одноимённое городское поселение, и 9 сельских территорий (границы которых совпадают с одноимёнными сельскими поселениями соответствующего муниципального района).
В рамках муниципального устройства Яйский муниципальный район с 2006 до 2019 гг. включал 10 муниципальных образований, в том числе 1 городское и 9 сельских поселений:
| №  | Муниципальное образование         | Административный центр   | Количество населённых пунктов | Население (чел.) | Площадь (км²) |
| -- | --------------------------------- | ------------------------ | ----------------------------- | ---------------- | ------------- |
| 1  | Яйское городское поселение        | пгт Яя                   | 2                             | ↘10 494          | 41,46         |
| 2  | Безлесное сельское поселение      | посёлок Безлесный        | 5                             | ↘606             | 197,90        |
| 3  | Бекетское сельское поселение      | село Яя-Борик            | 4                             | ↘691             | 220,38        |
| 4  | Вознесенское сельское поселение   | село Вознесенка          | 6                             | ↘507             | 447,62        |
| 5  | Дачно-Троицкое сельское поселение | посёлок станции Судженка | 3                             | ↘984             | 129,30        |
| 6  | Кайлинское сельское поселение     | село Кайла               | 4                             | ↘860             | 238,83        |
| 7  | Китатское сельское поселение      | село Новониколаевка      | 5                             | →602             | 698,51        |
| 8  | Марьевское сельское поселение     | деревня Марьевка         | 3                             | ↘908             | 222,20        |
| 9  | Судженское сельское поселение     | село Судженка            | 4                             | ↘658             | 140,46        |
| 10 | Улановское сельское поселение     | село Улановка            | 4                             | ↘1042            | 332,08        |

### Населённые пункты
В Яйском районе 39 населённых пунктов.
В сносках к названию населённого пункта указана муниципальная принадлежность
| №  | Населённый пункт    | Население |
| -- | ------------------- | --------- |
| 1  | Яя                  | ↘9273     |
| 2  | Улановка            | 755       |
| 3  | Кайла               | 726       |
| 4  | Судженка            | 596       |
| 5  | Новониколаевка      | 588       |
| 6  | Судженка            | 564       |
| 7  | Марьевка            | 533       |
| 8  | Яя-Борик            | 444       |
| 9  | Турат               | 403       |
| 10 | Вознесенка          | 391       |
| 11 | Безлесный           | 380       |
| 12 | Ишим                | 378       |
| 13 | Сергеевка           | 323       |
| 14 | Щербиновка          | 294       |
| 15 | Данковка            | 270       |
| 16 | Бекет               | 260       |
| 17 | Емельяновка         | 251       |
| 18 | Ольговка            | 201       |
| 19 | Новостройка         | 175       |
| 20 | Майский             | 156       |
| 21 | Арышево             | 133       |
| 22 | Воскресенка         | 107       |
| 23 | Мальцево            | 90        |
| 24 | Верх-Великосельское | 80        |
| 25 | Наша Родина         | ↗66       |
| 26 | Назаровка           | 75        |
| 27 | Чиндатский          | 71        |
| 28 | Медведчиково        | 68        |
| 29 | Соболинка           | 56        |
| 30 | Димитрово           | 41        |
| 31 | Малиновка           | 41        |
| 32 | Мальцево            | 38        |
| 33 | Тихеевка            | 26        |
| 34 | Подсобный           | 24        |
| 35 | Донской             | 19        |
| 36 | Пономаревка         | 18        |
| 37 | Новоникольское      | 13        |
| 38 | Майский             | 10        |
| 39 | Антоновка           | 3         |

### Упразднённые населённые пункты
- 2024 г. — деревня Михайловка

## Промышленность
Промышленно-производственный потенциал Яйского муниципального района ориентирован, главным образом, на добычу нерудных полезных ископаемых, производство металлоизделий, лесопереработку, использование и переработку сельскохозяйственного сырья, производимого в районе.
Основная номенклатура выпускаемой продукции: песчано-гравийные смеси, готовые металлические изделия, цельномолочная продукция, хлеб и хлебобулочные изделия.
На территории Яйского муниципального района работают 2 организации частой собственности — ООО «Лесинвест» и ФБУ ИК — 37 ГУФСИН России по Кемеровской области. С 2009 года наращивало объёмы предприятие ООО «Лесинвест». Предприятие производит: пиломатериал, строганный погонаж, брус, древесную муку. В 2010 году данное предприятие не справилось с финансовой ситуацией и находилось в стадии банкротства, что сильно повлияло на объём производимой продукции.
В районе функционирует более 30 частных пилорам, ориентированных в первую очередь на удовлетворение спроса населения в пиломатериалах.
Широкий спектр применения имеет продукция ООО «Кузбассстрой» (песок, щебень, гравий). Нерудные материалы используются как крупный и мелкий заполнитель для бетонов, сборных и монолитных железобетонных конструкций, дорожных бетонов, балластировки железнодорожных путей.

## Особо охраняемые природные территории
На территории Томь-Яйского междуречья в Яйском районе с 1964 года действует государственный природный заказник регионального значения «Китатский» с центром в Улановке. Площадь составляет 48 тыс. га. Комплексный заказник создан для охраны и воспроизводства бобра. Кроме того, основные охраняемые объекты охраны: темнохвойная тайга с осиново-березовым мелколесьем на равнинах; охотничье-промысловая фауна (лось, косуля, соболь, лисица, колонок, хорь, бобр, белка, заяц-беляк, тетерев, рябчик).

## Туризм
В Томь-Яйском междуречье привлекает красота природного пейзажа, разнообразие рельефа в сочетании с обширными лесными массивами, изобилующими грибами и ягодами, относительно благоприятный климат, наличие рек с живописными берегами, пригодных для развития водного туризма.
Туристы приезжают на станцию Яя железнодорожным транспортом и сплавляются по реке Яя на собственных сплавных средствах (плотах, резиновых лодках). Велосипедные туристы пересекают район Томь-Яйского междуречья с юга на север (и наоборот) по дорогам вдоль реки Яя.

## В литературе
В Марьевском сельском поселении располагается музей — усадьба русского поэта Василия Федорова. Ежегодно проводимые поэтические встречи на родине В. Д. Федорова пользуются огромной популярностью не только среди жителей района и области.